# Qiaokou
Qiaokou (chiń. upr. 硚口区; chiń. trad. 礄口區; pinyin Qiáokǒu Qū) – dzielnica w środkowej części miasta Wuhan, położona na lewym brzegu Jangcy, w prowincji Hubei w Chińskiej Republice Ludowej. Według danych z 2011 roku, liczba mieszkańców dzielnicy wynosiła 533257.